# Manama
Manama (arabsko المنامة‎‎, Al Manāma) je glavno mesto Bahrajna in s približno 150.000 prebivalci ožjega mestnega območja (po oceni za leto 2001) največje naselje tega otoškega emirata v Perzijskem zalivu. Hkrati je glavno mesto istoimenskega guvernata v upravni delitvi Bahrajna in središče metropolitanskega območja, v katerem, živi več kot tretjina vseh Bahrajnčanov.
Stoji na polotoku na skrajnem severnem delu glavnega otoka in v zadnjem času slovi predvsem po megalomanskih gradbenih projektih, ki odražajo usmeritev kraljevine v globalno bančništvo in petični turizem. Med znamenitostmi so velika mošeja al-Fateh, ki je ena od največjih mošej na svetu in obsega kompleks zgradb, ki vključuje tudi narodno knjižnico.

## Zgodovina
Najzgodnejši dokazi o človeški prisotnosti na severnem delu otoka, kjer je nekoliko blažje podnebje, segajo v bronasto dobo, vendar je bila poselitev večji del zgodovine razpršena po manjših vaseh. Proti koncu 18. stoletja se je pričela na tem delu poselitev koncentrirati zaradi dostopnosti pitne vode. Okrog izvirov je nastalo staro mestno jedro. Hkrati je bilo ustanovljeno sestrsko mesto Muharak v bližini, ki je prevzelo vodilno vlogo zaradi boljšega obrambnega položaja, Manama pa je služila kot dostopna točka in glavno pristanišče. Za razliko od starih muslimanskih mest drugod po regiji ni imela obzidja, edina fortifikacija zunaj starega mestnega jedra je bila trdnjava Kalat al-Bahrajn iz časa portugalske vladavine v 16. stoletju.  Prebivalci so se pretežno ukvarjali s kmetijstvom, namakalni kanali, ki so jih izkopali takrat, pa tvorijo osnovo sedanjega cestnega omrežja. Kmalu se je razvilo tudi ribištvo in nabiranje biserov, mestno pristanišče je imelo širši regionalen pomen. Do leta 1905 je kljub občasnim epidemijam kolere in malarije Manama štela že 25.000 prebivalcev.
Do začetka prve svetovne vojne je ozemlje postopoma prešlo pod nadzor Britanskega imperija. Kolonialni upravitelji, ki so izbrali Manamo za svoje regionalno središče, so uvedli strožji nadzor nad urbanističnim razvojem, kar se odraža v geometričnem vzorcu novih sosesk. Njihovo oblast je še utrdilo odkritje zalog nafte v 1930. letih, kar je radikalno spremenilo tradicionalne družbene odnose v mestu. V tem obdobju je zaradi vzpona mednarodne trgovine propadlo trgovanje z datlji in biseri. Opuščanje pridelave datljev je omogočilo novemu razredu premožnih trgovcev poceni priti do zemljišč. Ker je bilo mnogo zemlje na puščavskem robu mesta zdaj v zasebni lasti, se je občinska oblast lotila pridobivanja zemljišč za širitev infrastrukture z izsuševanjem vlažnih obalnih predelov (dodaten motiv je bila zajezitev širjenja nalezljivih bolezni). Na nekaterih delih so obalno črto z nasuvanjem komunalnih odpadkov premaknili za 200 m. Nov prostor so pretežno uporabili za izgradnjo javnih zgradb, pa tudi nekaj predmestnih naselij. Vzporedno je že od prihoda prvega avtomobila v mesto (1914) potekalo prestrukturiranje Maname z izgradnjo omrežja širokih avenij, ta vzorec so kmalu prevzela tudi druge arabske metropole, kot so Rijad, Džida, Kuvajt in Dubaj. Staro mestno jedro je medtem pričelo propadati.
V začetku 1990. let so zaloge nafte pričele kopneti. Ekonomija emirata se je zato preusmerila v turizem in mednarodno bančništvo, odraz česar so megalomanski gradbeni projekti, kot so Bahrain Financial Harbour s parom 53-nadstropnih nebotičnikov v obliki jader, Bahrain World Trade Center in Al-Zamel Tower. Ti so skoncentrirani vzdolž obalne avenije kralja Faisala, glavne prometnice, ki povezuje Manamo z Muharakom in tamkajšnjim letališčem. Nastajajo tudi prestižne stanovanjske soseske, zabavišča in podobno okrog starega mestnega jedra, ki s tem še dodatno izgublja na pomenu.

## Geografija
Mesto stoji na manjšem polotoku ob severovzhodni obali največjega od 33 otokov, ki sestavljajo otoški emirat Bahrajn v Bahrajnskem zalivu na zahodni strani Perzijskega zaliva. Je središče cestnega omrežja, ki ga povezuje z ostalimi deli otoka in prek 25 kilometrov dolge poti kralja Fahda (serija mostov in nasipov) na vzhodu tudi s Saudovo Arabijo. S sosednjim Muharakom, kjer se nahaja tudi glavno mednarodno letališče, ga prav tako povezuje več mostov. Površje je ravninsko, zato ni ovir za širitev proti notranjosti.

### Podnebje
Območje, kjer stoji Manama, ima suho puščavsko podnebje z izjemno visokimi poletnimi temperaturami in velikim sezonskim nihanjem.
| Podnebni podatki za Manama (Mednarodno letališče Bahrajn) 1961–1990, ekstremi 1902–sedanjost | Podnebni podatki za Manama (Mednarodno letališče Bahrajn) 1961–1990, ekstremi 1902–sedanjost | Podnebni podatki za Manama (Mednarodno letališče Bahrajn) 1961–1990, ekstremi 1902–sedanjost | Podnebni podatki za Manama (Mednarodno letališče Bahrajn) 1961–1990, ekstremi 1902–sedanjost | Podnebni podatki za Manama (Mednarodno letališče Bahrajn) 1961–1990, ekstremi 1902–sedanjost | Podnebni podatki za Manama (Mednarodno letališče Bahrajn) 1961–1990, ekstremi 1902–sedanjost | Podnebni podatki za Manama (Mednarodno letališče Bahrajn) 1961–1990, ekstremi 1902–sedanjost | Podnebni podatki za Manama (Mednarodno letališče Bahrajn) 1961–1990, ekstremi 1902–sedanjost | Podnebni podatki za Manama (Mednarodno letališče Bahrajn) 1961–1990, ekstremi 1902–sedanjost | Podnebni podatki za Manama (Mednarodno letališče Bahrajn) 1961–1990, ekstremi 1902–sedanjost | Podnebni podatki za Manama (Mednarodno letališče Bahrajn) 1961–1990, ekstremi 1902–sedanjost | Podnebni podatki za Manama (Mednarodno letališče Bahrajn) 1961–1990, ekstremi 1902–sedanjost | Podnebni podatki za Manama (Mednarodno letališče Bahrajn) 1961–1990, ekstremi 1902–sedanjost | Podnebni podatki za Manama (Mednarodno letališče Bahrajn) 1961–1990, ekstremi 1902–sedanjost |
| Mesec                                                                                        | Jan                                                                                          | Feb                                                                                          | Mar                                                                                          | Apr                                                                                          | Maj                                                                                          | Jun                                                                                          | Jul                                                                                          | Avg                                                                                          | Sep                                                                                          | Okt                                                                                          | Nov                                                                                          | Dec                                                                                          | Letno                                                                                        |
| -------------------------------------------------------------------------------------------- | -------------------------------------------------------------------------------------------- | -------------------------------------------------------------------------------------------- | -------------------------------------------------------------------------------------------- | -------------------------------------------------------------------------------------------- | -------------------------------------------------------------------------------------------- | -------------------------------------------------------------------------------------------- | -------------------------------------------------------------------------------------------- | -------------------------------------------------------------------------------------------- | -------------------------------------------------------------------------------------------- | -------------------------------------------------------------------------------------------- | -------------------------------------------------------------------------------------------- | -------------------------------------------------------------------------------------------- | -------------------------------------------------------------------------------------------- |
| Rekordno visoka temperatura °C                                                               | 29.7                                                                                         | 34.7                                                                                         | 38.1                                                                                         | 41.3                                                                                         | 46.7                                                                                         | 47.3                                                                                         | 47.5                                                                                         | 45.6                                                                                         | 45.5                                                                                         | 42.8                                                                                         | 37.2                                                                                         | 30.6                                                                                         | 47.5                                                                                         |
| Povprečna visoka temperatura °C                                                              | 20.0                                                                                         | 21.2                                                                                         | 24.7                                                                                         | 29.2                                                                                         | 34.1                                                                                         | 36.4                                                                                         | 37.9                                                                                         | 38.0                                                                                         | 36.5                                                                                         | 33.1                                                                                         | 27.8                                                                                         | 22.3                                                                                         | 30.1                                                                                         |
| Povprečna dnevna temperatura °C                                                              | 17.2                                                                                         | 18.0                                                                                         | 21.2                                                                                         | 25.3                                                                                         | 30.0                                                                                         | 32.6                                                                                         | 34.1                                                                                         | 34.2                                                                                         | 32.5                                                                                         | 29.3                                                                                         | 24.5                                                                                         | 19.3                                                                                         | 26.5                                                                                         |
| Povprečna nizka temperatura °C                                                               | 14.1                                                                                         | 14.9                                                                                         | 17.8                                                                                         | 21.5                                                                                         | 26.0                                                                                         | 28.8                                                                                         | 30.4                                                                                         | 30.5                                                                                         | 28.6                                                                                         | 25.5                                                                                         | 21.2                                                                                         | 16.2                                                                                         | 23.0                                                                                         |
| Rekordno nizka temperatura °C                                                                | 2.7                                                                                          | 7.9                                                                                          | 10.9                                                                                         | 10.8                                                                                         | 18.7                                                                                         | 18.4                                                                                         | 25.3                                                                                         | 21.8                                                                                         | 18.9                                                                                         | 18.8                                                                                         | 11.7                                                                                         | 6.4                                                                                          | 2.7                                                                                          |
| Povprečna količina padavin mm                                                                | 14.6                                                                                         | 16.0                                                                                         | 13.9                                                                                         | 10.0                                                                                         | 1.1                                                                                          | 0                                                                                            | 0                                                                                            | 0                                                                                            | 0                                                                                            | 0.5                                                                                          | 3.8                                                                                          | 10.9                                                                                         | 70.8                                                                                         |
| Povp. št. dni s padavinami (≥ 1.0 mm)                                                        | 2.0                                                                                          | 1.9                                                                                          | 1.9                                                                                          | 1.4                                                                                          | 0.2                                                                                          | 0                                                                                            | 0                                                                                            | 0                                                                                            | 0                                                                                            | 0.1                                                                                          | 0.7                                                                                          | 1.7                                                                                          | 9.9                                                                                          |
| Povp. št. sončnih ur                                                                         | 226.3                                                                                        | 221.2                                                                                        | 238.7                                                                                        | 255.0                                                                                        | 306.9                                                                                        | 339.0                                                                                        | 331.7                                                                                        | 331.7                                                                                        | 312.0                                                                                        | 303.8                                                                                        | 261.0                                                                                        | 226.3                                                                                        | 3.353,6                                                                                      |
| Vir 1: NOAA, Meteo Climat (rekordne temperature)                                             |                                                                                              |                                                                                              |                                                                                              |                                                                                              |                                                                                              |                                                                                              |                                                                                              |                                                                                              |                                                                                              |                                                                                              |                                                                                              |                                                                                              |                                                                                              |
| Vir 2: Ministrstvo za promet (Bahrajn)                                                       |                                                                                              |                                                                                              |                                                                                              |                                                                                              |                                                                                              |                                                                                              |                                                                                              |                                                                                              |                                                                                              |                                                                                              |                                                                                              |                                                                                              |                                                                                              |

## Mednarodne povezave
Manama ima uradne povezave (pobratena/sestrska mesta oz. mesta-dvojčki) z naslednjimi kraji po svetu:
- Aman, Jordanija
- Chicago, Združene države Amerike (od 2004)
- Čjang Maj, Tajska
- Doha, Katar
- Dubaj, Združeni arabski emirati
- Kuvajt, Kuvajt
- Singapur
- Ta'if, Saudova Arabija
- Tripoli, Libanon (od 1977)
- Tunis, Tunizija (od 1999)